# Vidmantas Kapučinskas
Vidmantas Kapučinskas (* 5. März 1951 in Joniškis) ist ein litauischer Musiker, Dirigent und sozialdemokratischer Politiker von Panevėžys.

## Leben
1983 absolvierte er ein Diplomstudium am Litauischen Konservatorium.
Seit 1991 leitet er das Kammerorchester Panevėžys und seit 1993 das Musiktheater Panevėžys. Von 1980 bis 1994 lehrte er am Konservatorium Panevėžys. Er organisiert das internationale Pianisten-Festival „Mes skrendam“, das Sommerfestival „Ant Katedros laiptų“ und das Festival „Laisvės pavasaris“.
2007 und 2011 wurde er in den Stadtrat von Panevėžys gewählt.
Seit 2001 ist er Mitglied der Lietuvos socialdemokratų partija.
Kapučinskas ist verheiratet. Mit seiner Frau Asta hat er eine Tochter und einen Sohn.